# غراهام كوك
غراهام كوك (بالإنجليزية: Graham Cook)‏ هو لاعب دوري الرغبي نيوزيلندي، ولد في 16 سبتمبر 1893، وتوفي في 11 يوليو 1916 في فرنسا.